# Motie-Tendeloo

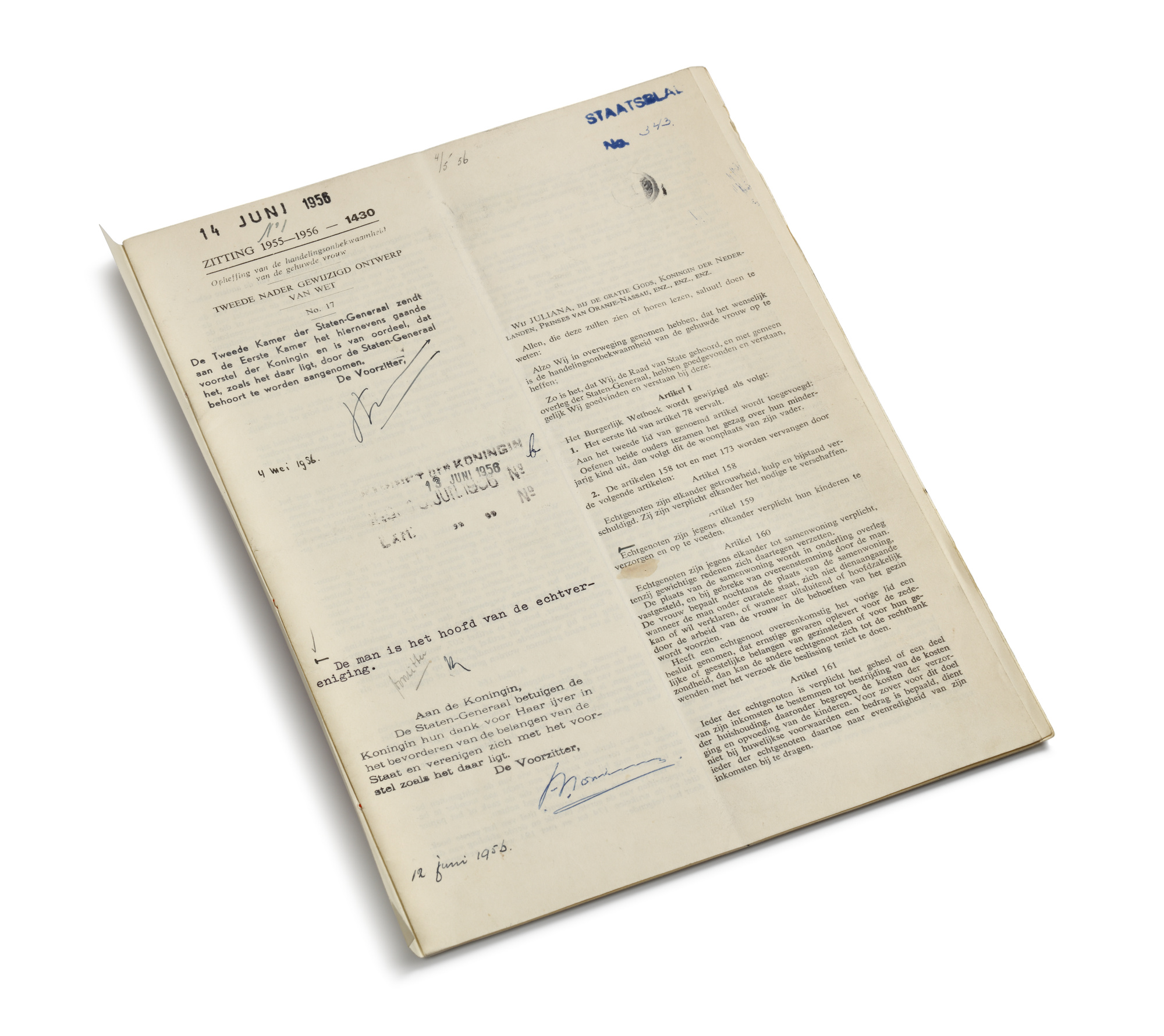
Lex-Van Oven (1956)

De motie-Tendeloo werd in 1955 in de Tweede Kamer aangenomen. De motie werd ingediend door Corry Tendeloo en had tot doel het arbeidsverbod voor gehuwde vrouwen, op grond waarvan huwende vrouwen werden ontslagen uit overheidsdienst of als onderwijzers, af te schaffen. Een jaar later werd de handelingsonbekwaamheid van de gehuwde vrouw opgeheven.
Tot de wetswijziging in 1956 was een gehuwde vrouw in Nederland niet handelingsbekwaam. Dat betekende dat gehuwde vrouwen niet zelfstandig een overeenkomst konden afsluiten. Alleen met medewerking van de man/echtgenoot kon een vrouw rechtshandelingen verrichten. Als zij – minder juridisch uitgelegd – eigen inkomsten had uit een arbeidsovereenkomst, moest ze ontslag nemen bij haar werkgever, zodra ze huwde. Dit was een algemeen gebruik, omdat men de vrouw allereerst als moeder van haar toekomstige kinderen beschouwde. Vandaar dat de meerderjarige ongehuwde vrouw wel handelingsbekwaam was.
De motie-Tendeloo - genoemd naar de indiener Corry Tendeloo - uit 1955 was een belangrijke gebeurtenis in de geschiedenis van de vrouwenarbeid in Nederland. Deze motie keerde zich tegen een nieuw Koninklijk Besluit dat het verbod op arbeid van gehuwde vrouwen bij de overheid bevestigde. De tekst was kort en krachtig:
De Kamer, gehoord de besprekingen over het KB van 13 september 1955, van oordeel, dat het hier niet op de weg van de Staat ligt de arbeid van de gehuwde vrouw te verbieden, nodigt de Regering uit de hiermee strijdende voorschriften te herzien.
Een zeer kleine meerderheid, 46 tegen 44, stemde voor. Daaronder waren alle vrouwelijke Kamerleden.
De regel van handelingsonbekwaamheid van de gehuwde vrouw werd in 1956 bij de Lex-Van Oven afgeschaft tijdens het Kabinet-Drees III.  